# Aspila melanoleuca
Aspila melanoleuca är en fjärilsart som beskrevs av Mitchell 1997. Aspila melanoleuca ingår i släktet Aspila och familjen nattflyn. Inga underarter finns listade i Catalogue of Life.